# Scolecenchelys chilensis
Scolecenchelys chilensis är en fiskart som först beskrevs av Mccosker, 1970.  Scolecenchelys chilensis ingår i släktet Scolecenchelys och familjen Ophichthidae. Inga underarter finns listade i Catalogue of Life.